# Charizard
Charizard (リザードン?, Lizardon) è un Pokémon appartenente alla prima generazione. Ideato da Atsuko Nishida e fissato nel suo aspetto finale da Ken Sugimori, Charizard fa la sua prima apparizione nel 1996 nei videogiochi Pokémon Rosso e Blu come stadio evolutivo finale di Charmander, uno dei Pokémon iniziali che i giocatori possono scegliere per cominciare la loro avventura. Compare inoltre nella maggior parte dei titoli successivi, in videogiochi spin-off, nella serie televisiva anime, nel Pokémon Trading Card Game e nel merchandising derivato dalla serie.
Charizard costituisce uno dei Pokémon più popolari del franchise. È la mascotte di copertina dei videogiochi Pokémon Rosso e Pokémon Rosso Fuoco. Appare inoltre sulle copertine di Pokémon Stadium, Pokémon Ranger, Pokémon Mystery Dungeon: Squadra rossa, Pokémon Mystery Dungeon: Esploratori del cielo e Pokémon Super Mystery Dungeon. Charizard ha un ruolo di primo piano anche nell'anime, dove è uno dei personaggi principali delle prime stagioni, e nel manga Pokémon - La grande avventura. È un personaggio giocante in tutti i capitoli della serie di Super Smash Bros. a partire da Super Smash Bros. Brawl. Il Pokémon appare nel film live action Pokémon: Detective Pikachu.
Nel contesto del franchise, Charizard è un Pokémon di stadio due di tipo Fuoco/Volante. Il suo numero identificativo Pokédex è 6. Si evolve da Charmeleon al raggiungimento di uno specifico livello. Nei videogiochi Pokémon X e Y Charizard ottiene due megaevoluzioni dal nome di MegaCharizard X (⳹ガリザードンX?, MegaLizardonX) e MegaCharizard Y (⳹ガリザードンY?, MegaLizardonY), ideate da Tomohiro Kitakaze.
Gli allenatori Ash Ketchum e Rosso possiedono un esemplare del Pokémon. Blu di Pokémon - La grande avventura ha ricevuto Charmander come suo Pokémon iniziale che poi ha evoluto fino a far diventare un Charizard. Alan, protagonista della miniserie Pokémon Megaevoluzione, possiede un Charizard che fa spesso megaevolvere in MegaCharizard X.

## Creazione e sviluppo
Charizard fu concepito da Atsuko Nishida per la prima generazione della serie videoludica dei Pokémon, più precisamente per i videogiochi Pokémon Rosso e Verde (localizzati in Pokémon Rosso e Blu fuori dal Giappone). Le sue due forme pre-evolutive Charmander e Charmeleon furono create successivamente: di conseguenza furono esse a basarsi sull'aspetto di Charizard e non il contrario. Chiamato Lizardon (リザードン?) in lingua originale, la Nintendo decise di dare dei "nomi ingegnosi e descrittivi" alle varie specie di Pokémon relativi al loro aspetto fisico o alle loro caratteristiche per il mercato nordamericano, in maniera tale da renderli più facilmente riconoscibili dai bambini statunitensi. Di conseguenza, Lizardon fu rinominato Charizard, dall'unione del verbo inglese (to) char (carbonizzare) con il nome, sempre inglese, lizard (lucertola). In un'intervista, il presidente della Pokémon Company Tsunekazu Ishihara rivelò che secondo la Game Freak il Pokémon sarebbe piaciuto ai videogiocatori nordamericani a causa del loro apprezzamento per i personaggi forti e potenti.

## Descrizione

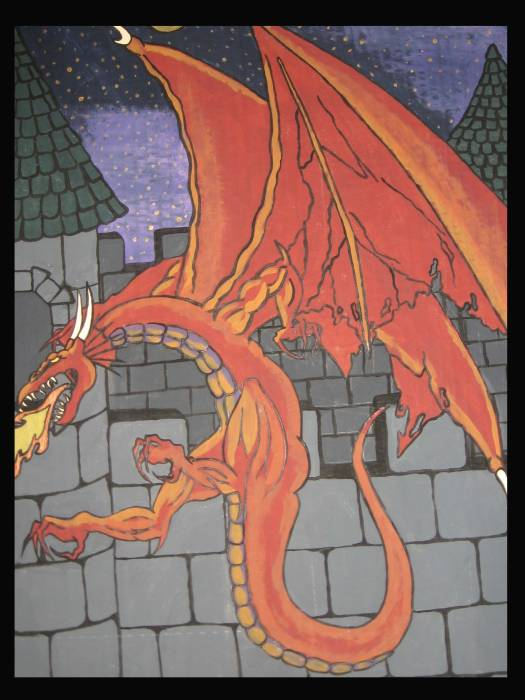
Drago

Mentre le sue forme pre-evolutive Charmander e Charmeleon sono dei rettili terrestri, il design di Charizard si ispira ai draghi, più precisamente a quelli occidentali. Sebbene infatti il secondo tipo del Pokémon sia Volante e non Drago, impara mosse di questo tipo (come ad esempio Dragartigli) e la sua megaevoluzione MegaCharizard X rimpiazza il tipo Volante con il tipo Drago.
Charizard è dotato di due ali dalla membrana color smeraldo, mentre il suo corpo è per la maggior parte arancione. Le sue zampe dalla struttura plantigrada hanno al di sotto una sezione di color giallo-crema simile a quello sul suo ventre, mentre gli occhi sono azzurri. La lunga coda termina con una fiamma sulla sua punta, sul capo sono presenti due corna e gli arti superiori, di dimensioni più minute rispetto al resto del corpo, sono provvisti di tre artigli. Dopo la megaevoluzione, Charizard può trasformarsi in due forme diverse: entrambe sono caratterizzate da denti più grandi e affilati, pupille bianche, artigli, corna e un colorito più chiaro rispetto al resto del corpo dal ventre fino alla base della mandibola, che presenta un becco più pronunciato. Nella sua megaevoluzione X, il colore del suo corpo cambia radicalmente, da arancione e crema a nero e blu, gli occhi diventano rossi, due artigli crescono su entrambe le spalle e le ali, plurilobate, acquisiscono una struttura simile a quella delle piume di un uccello. La fiamma sulla punta della coda diventa blu come le nuove fiamme emesse dai lati della bocca, precedentemente assenti. L'aspetto della megaevoluzione Y è invece ispirato da quello degli pteranodonti (Pteranodon). Questa forma ha un singolo corno sulla testa, perde alcune dita e presenta un'altra paia di ali più piccole, dotate di patagi. Il torso è più stretto, la coda più lunga e le zampe ricordano quelli di un animale digitigrade.
Secondo il Pokédex, l'enciclopedia fittizia presente all'interno dei videogiochi, le ali del Pokémon permettono ad esso di giungere fino ad un'altezza di 1400 metri, per volare alla ricerca di potenziali nemici. Charizard può emettere delle fiamme intense capaci di fondere qualsiasi materiale, ma non decide mai di utilizzarle contro un nemico inferiore. Quando infuriato, la fiamma sulla punta della sua coda tende a diventare colorarsi di un blu-biancastro. Essa rappresenta il suo stato di salute e brucia più intensamente quando il Pokémon è sano, oppure quando prova forti emozioni, come lo stress. A causa della loro sconsideratezza, i Charizard tendono ad appiccare incendi boschivi senza averne l'intenzione.
Le megaevoluzioni presentano delle sostanziali differenze rispetto alla forma non megaevoluta del Pokémon: MegaCharizard X è di color nero, possiede delle fiamme più intense di colore blu e perde il tipo Volante per ottenere il tipo Drago. MegaCharizard Y è invece considerato particolare per la sua abilità nel volo. Il Pokémon è infatti capace di volare più velocemente di un aereo a reazione ad altezze di 10000 metri.

## Apparizioni

### Videogiochi
Charizard ha debuttato nella serie videoludica nel 1996 con l'uscita giapponese di Pokémon Rosso e Blu. È disponibile solo tramite l'evoluzione dal Pokémon iniziale Charmander. In Pokémon Oro, Argento e Cristallo e nei loro remake, Pokémon Oro HeartGold e Argento SoulSilver, Charizard è usato da Rosso, che funge da boss finale del gioco. Charizard è uno dei Pokémon in Pokémon X e Y che è in grado di utilizzare la nuova meccanica della Megaevoluzione, diventando Mega Charizard X o Mega Charizard Y, e i tre starter di Kanto sono pertanto stati aggiunti al gioco in un ruolo significativo per consentire ai giocatori di sperimentare la Megaevoluzione di Charizard. In Pokémon Spada e Scudo ha inoltre ottenuto una forma Gigamax. Anche il campione Leon lo possiede come Pokémon principale in questi giochi.
Charizard è apparso in molti altri giochi Pokémon. Appare in Pokémon Mystery Dungeon: Squadra rossa e Squadra blu in una squadra con un Alakazam e Tyranitar, giocando un ruolo significativo nella storia. In Pokémon Ranger, Charizard è un Pokémon boss che si affeziona al personaggio del giocatore e lo assiste durante il gioco. Charizard ritorna in Pokémon Ranger: Tracce di luce come un altro personaggio boss. È anche uno dei Pokémon fotografabili in Pokémon Snap, nonché un personaggio non giocabile in PokéPark Wii: La grande avventura di Pikachu e nel suo seguito, PokéPark 2: Il mondo dei desideri.
Charizard è apparso molte volte durante la serie di Super Smash Bros.. Il Pokémon Fiamma appare per la prima volta come un personaggio non giocabile in Super Smash Bros. e Super Smash Bros. Melee, come uno dei Pokémon che possono apparire se un giocatore lancia una Poké Ball. In Super Smash Bros. Brawl, Charizard è giocabile mentre è sotto il comando dell'Allenatore di Pokémon. Egli dispone inoltre di uno Squirtle e un Ivysaur, che possono essere scambiati tutti e tre tra loro; a differenza degli altri combattenti, questi Pokémon diventano affaticati e di conseguenza più deboli, e devono essere sostituiti abbastanza a lungo per riprendersi. Le mosse di Charizard includono Spaccaroccia, Lanciafiamme e Volo. Charizard è giocabile come personaggio autonomo in Super Smash Bros. per Nintendo 3DS e Wii U, dove ottiene la mossa Fuococarica e il suo nuovo Smash Finale, che lo trasforma in Mega Charizard X. Charizard ritorna in Super Smash Bros. Ultimate, dove si trova ancora una volta sotto il comando dell'Allenatore di Pokémon insieme a Squirtle e Ivysaur. Charizard appare anche come combattente giocabile in Pokkén Tournament.

### Anime
Nella serie animata il Charizard più degno di nota è quello del protagonista Ash Ketchum. Esso appare per la prima volta nel corso dell'episodio Avventure preistoriche (Attack of the Prehistoric Pokémon), in cui il Charmeleon di Ash si evolve dopo essere stato chiamato in aiuto dal protagonista per respingere l'attacco di un Aerodactyl, che assieme ad altri Pokémon preistorici come Kabutops e Omastar stava attentando all'incolumità dell'allenatore. Nel corso della serie, il Charizard di Ash non rispetta gli ordini impartitegli, combattendo solo contro avversari che considera alla sua altezza, come ad esempio il Magmar di Blaine nell'episodio Sfida vulcanica (Volcano Panic). La sua disobbedienza costringerà Ash a perdere il titolo di Campione della Lega Pokémon di Kanto. Il Charizard di Ash diventa fedele al suo allenatore nel corso dell'episodio della seconda stagione Un nuovo sfidante (Charizard Chills). Combattendo contro un Poliwrath avversario, Charizard viene congelato. Dopo essere stato salvato da Ash, da quel momento il Pokémon decide di obbedire ai suoi ordini e riesce a sconfiggere il Poliwrath in una rivincita. Charizard contribuisce alla vittoria contro Drake nell'ultimo scontro della Lega d'Orange, garantendo ad Ash il titolo di Campione. Nell'episodio La Valle dei Draghi (Charizard's Burning Ambition), Ash lascia il suo Charizard nella Valle dei Draghi, affidandolo alle cure di Liza, allenatrice che possiede un Charizard femmina dal nome Charla. Come altri Pokémon catturati dal protagonista, Charizard ritorna saltuariamente al fianco di Ash, spesso quando affronta avversari più considerevoli, come il Blastoise di Gary nella Lega Pokémon di Johto o l'Articuno di Savino nella quarta stagione della serie, Advanced Generations.
Nel terzo lungometraggio, Pokémon 3 - L'incantesimo degli Unown, Charizard soccorrerà Ash e combatterà contro il Pokémon leggendario Entei. In Un ritorno fuoco e fiamme! (Fires of a Red-Hot Reunion!) Ash decide di inviare il suo Unfezant al Professor Oak in cambio di Charizard che manifesta un'accesa rivalità nei confronti del Dragonite di Iris.
In L'Esame (The Ultimate Test) James del Team Rocket usa un Charizard, che tenta (senza successo) di rubare. In seguito, James usa di nuovo un Charizard (di proprietà del Parco Lotta) in Uno strano parco (One Trick Phoney!). Lo scontro tra Charizard e il Totodile di Ash finisce con la vittoria di quest'ultimo.
Nell'episodio Brock e i suoi fratelli (Grating Spaces!) Jessie del Team Rocket adopererà un Charizard, consegnatogli da un Delibird appartenente all'organizzazione criminale di Giovanni, insieme ad un Aggron che verrà utilizzato da James per combattere il Donphan di Ash e lo Steelix di Brock. Tuttavia durante l'incontro i due Pokémon finiscono per aggredirsi a vicenda mandando a monte i piani dei loro allenatori. Al termine dell'episodio il Pokémon Consegna tornerà da Jessie e James per riprendersi le Poké Ball.
Charizard, oltre alle apparizioni negli episodi, ha un ruolo importante anche nel primo lungometraggio, Pokémon il film - Mewtwo colpisce ancora, in quanto è uno dei tre Pokémon clonati da Mewtwo (gli altri due sono Venusaur e Blastoise), prima che venissero clonati i Pokémon degli allenatori da lui sfidati (compresi i Pokémon di Ash, Misty e Brock).
Un altro Charizard, di proprietà dell'allenatore Rosso, compare in Pokémon: Le origini. Il Pokémon del ragazzo si megaevolverà in MegaCharizard X nel corso della battaglia contro il Pokémon leggendario Mewtwo. Anche l'allenatore Alan possiede un esemplare del Pokémon in grado di megaevolversi in MegaCharizard X, mentre l'allenatore Trovato nell'episodio Una lega a parte! (A League of His Own!) ha schierato un esemplare capace di megaevolvere in MegaCharizard Y.

### Manga
Nel manga Pokémon - La grande avventura Blu possiede un Charizard, evoluzione del suo Pokémon iniziale Charmander, ottenuto dal Professor Oak.

## Accoglienza
Descritto dai media come "un drago magro, feroce, sputafuoco, [...] elegante, potente e assolutamente distruttivo", Charizard è stato definito uno dei personaggi "più popolari" del franchise.  I rivenditori hanno attribuito le elevate vendite di merce relativa al personaggio alla popolarità del design a forma di drago del personaggio tra i bambini.  I bambini intervistati hanno concordato con tale affermazione; hanno attribuito il suo fascino al suo aspetto "figo" e associandolo ai "concetti di testardaggine e potere".  Il libro Rebuilding Attachments With Traumatized Children afferma che gli psichiatri hanno utilizzato il personaggio come un personaggio con cui i bambini traumatizzati che erano fan della serie Pokémon potevano confrontarsi. Il libro Pikachu's Global Adventure: The Rise and Fall of Pokémon cita Charizard come "popolare" tra i bambini maschi più grandi che tendono ad essere attratti da personaggi "duri o spaventosi", e ha confrontato l'evoluzione del personaggio da Charmander a Charizard con la perdita di "carineria". "come si lascia l'infanzia..
Brett Elston di GamesRadar ha descritto Charizard come "senza dubbio uno dei Pokémon più belli in circolazione", lodando il design del suo personaggio e definendolo "uno dei design più efficaci" dell'intera serie.  La collega Raymond Padilla ha dichiarato "Charizard era un fantastico Pokemon ai tempi e ancora una scelta eccellente più di un decennio dopo la sua introduzione." UGO.com ha descritto Charizard come una "creatura alata simile a un drago" che è "in grado di sputare fuoco e frantumare gli avversari in una sostanza appiccicosa tinta di rosso", ma ha affermato che in Brawl è "lento come Bowser" e "manca fattore di freschezza dell'arcinemico di Mario".
Gli autori Tracey West e Katherine Noll hanno definito Charizard il "miglior Pokémon di tipo Fuoco" e il "terzo miglior Pokémon in assoluto". Hanno scritto che "non c'era nient'altro che potesse adattarsi meglio a quel posto" e che "ha conquistato i [loro] cuori e li ha resi desiderosi di altro". L'editor di 1UP Kat Bailey ha espresso preoccupazione su quale Pokémon possa seguire il giocatore in Pokémon Oro HeartGold e Argento SoulSilver, affermando che "consentire a favoriti popolari come Charizard sarebbe andato abbastanza bene". Il cronista del Daily Cardinal Kyle Sparks ha definito Charizard "il Pokémon più dominante dell'intero universo, una forza di pura potenza". In un sondaggio condotto da IGN, è stato votato come il "miglior Pokémon": lo staff ha commentato di essere stato combattuto tra la scelta di Blastoise e Charizard all'inizio del gioco.  In un sondaggio della rivista ufficiale Nintendo, Charizard è stato votato come il "miglior Pokémon di tipo Fuoco". Hanno affermato, "non solo Charizard è il tuo Pokémon di fuoco preferito, ma è probabilmente uno dei 'mon più popolari di tutti i tempi".". La giornalista di Kotaku Patricia Hernandez ha criticato la Megaevoluzione Y di Charizard per non differire abbastanza dal design originale di Charizard, elogiando Mega Charizard X per aver cambiato colore e trasformato Charizard in un tipo Drago. Game Informer ha classificato Charizard come il "Pokémon più figo dei 151 originali", descrivendolo come "Potente, gigantesco e imponente". Hanno inoltre commentato che "Pikachu può essere quello che riconosci, ma Charizard è quello che desideri."
Nel 2016 un apoideo della famiglia Colletidae è stato denominato Chilicola charizard in onore del Pokémon.

### Merchandising
Sono stati realizzati numerosi peluche e action figure dedicate a Charizard, realizzati da Hasbro e Tomy.  Nel 2004, il "Charizard Medium Plush" faceva parte di un importante richiamo di 13 peluche a causa di un difetto di fabbricazione in cui venivano trovate punte di aghi con l'imbottitura. Ciò ha permesso a Tomy di sostituire i giocattoli con compensi o sostituzioni. Charizard appare spesso nel Gioco di Carte Collezionabili Pokémon, in particolare nella versione iniziale della serie. Le carte a lui dedicate sono state dichiarate le più desiderate della serie, raggiungendo prezzi notevolmente elevati. Nel 2005, il motore di ricerca Yahoo! ha segnalato Charizard come "una delle principali ricerche web relative ai Pokémon".

### Annotazioni
1. ↑  Solo della forma normale.
2. ↑  Solo delle megaevoluzioni.
3. ↑  Charizard di Ash Ketchum nella serie anime e nei film.

### Fonti
1. 1 2  (EN) The Origin Story of Pikachu, su pokemon.co.jp. URL consultato il 20 febbraio 2019.
2. ↑   Scopri le star delle copertine dei giochi Pokémon!, su Nintendo, 23 settembre 2016.
3. ↑  (EN) Petrana Radulovic, Every live-action Pokémon in Detective Pikachu, su polygon.com, 26 febbraio 2019. URL consultato il 22 marzo 2019.
4. ↑   Pokémon X e Pokémon Y, su pokemon.com. URL consultato il 22 marzo 2019.
5. ↑  (JA) Atsuko Nishida interview, su gamefreak.co.jp. URL consultato il 20 febbraio 2019 (archiviato dall'url originale il 13 giugno 1998).
6. ↑  (EN) Paul Chapman, "Pokémon General Election 720" Crowns New Most-Popular Pokémon, in Crunchyroll, 8 giugno 2016. URL consultato il 21 febbraio 2019 (archiviato dall'url originale il 22 febbraio 2019).
7. ↑  (EN) Howard Chua-Eoan e Tim Larimer, Pokémania, in TIME, 22 novembre 1999. URL consultato il 20 febbraio 2019 (archiviato dall'url originale il 13 settembre 2008).
8. ↑  (EN) Charizard Pokémon - Pokédex, su ign.com, IGN. URL consultato il 21 febbraio 2019 (archiviato dall'url originale il 2 aprile 2018).
9. ↑  (JA) Intervista a Tsunekazu Ishihara, su nintendo.co.jp. URL consultato il 21 febbraio 2019 (archiviato dall'url originale il 15 dicembre 2020).
10. ↑   Trionfo dei Draghi del GCC Pokémon, su drm.pokemontcg.com, The Pokémon Company. URL consultato il 22 febbraio 2019 (archiviato dall'url originale il 3 dicembre 2018).
11. ↑  Dekirk, 2006, p. 125.
12. ↑  (EN) Matthew Loffhagen, Pokémon: 13 Things You Didn’t Know About Charizard, su screenrant.com, Screen Rant, 11 giugno 2016. URL consultato il 21 febbraio 2019.
13. ↑   Sette ragioni per le quali Charizard è un Drago, su techprincess.it, 18 settembre 2013. URL consultato il 22 febbraio 2019.
14. ↑  (EN) Mega Charizard X, su in.portal-pokemon.com. URL consultato il 22 febbraio 2019.
15. 1 2  (EN) Welcome to the World of Pokémon!, su pokemonletsgo.pokemon.com, The Pokémon Company. URL consultato il 1º marzo 2019.
16. ↑   Andrea Mari, Pokémon: Charmander, Charmeleon e Charizard. Le curiosità di “InfoPoké”, su metropolitanmagazine.it, 30 novembre 2018. URL consultato il 1º marzo 2019.
17. ↑   Le Megaevoluzioni tornano in Pokémon Let’s Go Pikachu e Eevee [collegamento interrotto], in Nintendoomed, 8 agosto 2018. URL consultato il 1º marzo 2019.
18. ↑   Game Freak, Pokémon Rosso Fuoco, Nintendo, 1º ottobre 2004.
«Grazie alle possenti ali può volare fino a 1.400 metri d'altezza. Sputa fuoco ad una temperatura impressionante.»
19. ↑   Game Freak, Pokémon Rubino e Zaffiro, Nintendo, 25 luglio 2003.
«Charizard solca i cieli in cerca di nemici molto forti. Riesce ad emettere fiammate di un calore tale da fondere ogni cosa. Tuttavia, non rivolge mai le sue micidiali lingue di fuoco contro avversari più deboli di lui.»
20. ↑   Game Freak, Pokémon Smeraldo, Nintendo, 21 ottobre 2005.
«Charizard solca i cieli in cerca di nemici molto forti. Emette intense fiammate che fondono ogni cosa, ma non le rivolge mai contro avversari più deboli.»
21. ↑   Game Freak, Pokémon Oro, Nintendo, 6 aprile 2001.
«Se s'infuria, la fiamma che ha sulla punta della coda si colora di un blu biancastro.»
22. ↑  Silvestri, 2008, p. 39.
23. ↑  Silvestri, 2008, p. 38.
24. ↑   Game Freak, Pokémon Rosso e Blu, Nintendo, 5 ottobre 1999.
«Sputa fuoco in grado di fondere le rocce. Causa incendi boschivi senza averne l'intenzione.»
25. ↑  (JA) メガリザードンＸ, su pokemon.co.jp. URL consultato l'8 marzo 2019.
26. ↑  (JA) メガリザードンY, su pokemon.co.jp. URL consultato l'8 marzo 2019.
27. ↑  (JA) メガリザードンＹ, su pokemon.co.jp. URL consultato l'8 marzo 2019.
28. ↑   Game Freak, Pokémon: Let's Go, Pikachu! e Let's Go, Eevee! , Game Freak, 16 novembre 2018.
«Il legame con il suo Allenatore è la fonte del suo potere. Vanta una velocità di volo superiore a quella di un aereo a reazione.»
29. ↑  (EN) Episode 46 - Attack of the Prehistoric Pokémon, su serebii.net. URL consultato l'11 marzo 2019.
30. ↑  (EN) Episode 59 - Volcano Panic, su serebii.net. URL consultato l'11 marzo 2019.
31. ↑  (EN) Episode 81 - Friend And Foe Alike!, su serebii.net. URL consultato l'11 marzo 2019.
32. ↑  (EN) Episode 107 - Charizard Chills, su serebii.net. URL consultato il 12 marzo 2019.
33. ↑  (EN) Episode 114 - Enter The Dragonite, su serebii.net. URL consultato il 12 marzo 2019.
34. ↑  (EN) Episode 136 - Charizard's Burning Ambition, su serebii.net. URL consultato il 12 marzo 2019.
35. ↑  (EN) Episode 272 - Can't Beat the Heat!, su serebii.net. URL consultato il 12 marzo 2019.
36. ↑  (EN) Episode 413 - The Symbol Life, su serebii.net. URL consultato il 12 marzo 2019.
37. ↑  (EN) Spell Of The Unown, su serebii.net. URL consultato il 21 marzo 2019.
38. ↑  (EN)  Ash's Charizard da Bulbapedia
39. ↑  (EN)  Episode 777 - Flames of a Red-Hot Reunion! da Serebii.net
40. ↑  (EN) Episode 56 - The Ultimate Test, su serebii.net. URL consultato il 21 marzo 2019.
41. ↑  (EN)  Episode 250 One Trick Phoney Pictures da Serebii.net
42. ↑  (EN)  Episode 250 - One Trick Phoney! da Serebii.net
43. ↑  (EN)  Episode 453 - Grating Spaces da Serebii.net
44. ↑   Riassunto del film, su pokemonmillennium.net (archiviato dall'url originale il 1º dicembre 2008). da Pokémon Millennium
45. ↑  (EN)  Special: Pokémon Origins da Serebii.net
46. ↑  (EN)  Blue's Charizard da Bulbapedia
47. ↑   Pondering Pokémon, in The Observer, 24 febbraio 2009. URL consultato il 28 febbraio 2009 (archiviato dall'url originale il 14 luglio 2011).
48. 1 2   Agnes Diggs, Valley Roundup; West Hills; Pokémon Tourney Draws Hundreds of Young Players, in Los Angeles Times, Eddy W. Hartenstein, 25 luglio 1999.
49. ↑   Chick Jacobs, Pokémon Turns 10, in The Fayetteville Observer, Charles Broadwell, 5 luglio 2006.
50. ↑   Chick Jacobs, A Friendly Ear and Some Pokémon Can Ease the Fear, in The Fayetteville Observer, Charles Broadwell, 24 novembre 2000.
51. ↑   Joseph Jay Tobin, Pikachu's Global Adventure: The Rise and Fall of Pokémon, Duke University Press, 2004,  p. 180, ISBN 0-8223-3287-6.
52. ↑   Richard Kagan, Rebuilding Attachments With Traumatized Children, Haworth Maltreatment and Trauma Press, 2004, ISBN 0-7890-1544-7.
53. ↑   Joseph Jay Tobin, Pikachu's Global Adventure: The Rise and Fall of Pokémon, Duke University Press, 2004,  p. 283, ISBN 0-8223-3287-6.
54. ↑   Joseph Jay Tobin, Pikachu's Global Adventure: The Rise and Fall of Pokémon, Duke University Press, 2004,  p. 178, ISBN 0-8223-3287-6.
55. ↑   Elston, Brett, The complete Pokémon RBY pokédex, part 1, in GamesRadar, Future Publishing, 24 agosto 2007,  p. 6. URL consultato il 4 ottobre 2009.
56. ↑   Elston, Brett, The complete Pokémon RBY pokédex, part 1, in GamesRadar, Future Publishing, 24 agosto 2007,  p. 4. URL consultato il 4 ottobre 2009.
57. ↑   Raymond Padilla, Pokemusings, week 27, Pokemon Diamond/Pearl DS News, su gamesradar.com, GamesRadar, Dec 20, 2007. URL consultato l'11 aprile 2011.
58. ↑   Charizard - Smash Bros. Characters, su ugo.com, UGO.com, 12 febbraio 2008. URL consultato il 9 aprile 2011 (archiviato dall'url originale il 24 marzo 2010).
59. ↑  (EN) Tracy West e Katherine Noll, Pokémon Top 10 Handbook, Scholastic, 2006,  pp. 8, 65, 78, ISBN 0-439-89047-0.
60. ↑   Kat Bailey, 1UP's RPG Blog : Three Wishes for the Pokemon Gold/Silver Remakes, su 1up.com, 11 maggio 2009. URL consultato l'11 aprile 2011 (archiviato dall'url originale il 18 ottobre 2012).
61. ↑   Kyle Sparks, If records were Pokémon bands would only improve, in The Daily Cardinal, 25 marzo 2011. URL consultato l'11 aprile 2011 (archiviato dall'url originale il 16 marzo 2012).
62. ↑   Charizard - #1 Top Pokémon - IGN, su ign.com, IGN. URL consultato il 25 maggio 2011 (archiviato dall'url originale il 24 luglio 2012).
63. ↑   Rich, Blastoise - #3 Top Pokémon - IGN, su ign.com, IGN. URL consultato il 4 maggio 2011 (archiviato dall'url originale l'11 novembre 2012).
64. ↑   Thomas East, Nintendo Feature: Best Fire Pokémon, in Official Nintendo Magazine, 29 settembre 2010. URL consultato l'11 aprile 2011 (archiviato dall'url originale il 10 novembre 2014).
65. ↑   Patricia Hernandez, The Best and Worst of the New Mega Evolutions In Pokémon X & Y, su kotaku.com, Kotaku, 16 ottobre 2013. URL consultato il 29 marzo 2014.
66. ↑   Ranking All 151 Original Pokémon From Dumbest To Coolest, su gameinformer.com, Game Informer, 5 marzo 2016. URL consultato il 6 marzo 2016 (archiviato dall'url originale il 9 marzo 2016).
67. ↑  (EN) One of 8 new endemic polyester bees from Chile bears the name of a draconic Pokemon, su EurekAlert!, AAAS, 1º giugno 2016.
68. 1 2   Recall of Pokémon plush toys, su cpsc.gov. URL consultato il 12 luglio 2006 (archiviato dall'url originale il 16 giugno 2006).
69. ↑  (EN) 5 Most Valuable Charizard Pokemon Cards in The World, su Card Collector. URL consultato il 10 novembre 2020.
70. ↑   Kaufield, John e Jeremy Smith, Trading Card Games for Dummies, For Dummies, 2006,  p. 93, ISBN 0-471-75416-1.
71. ↑   Pokémon Far From Passe, in Yahoo!, 11 giugno 2005. URL consultato il 15 ottobre 2009 (archiviato dall'url originale il 14 giugno 2005).